# Musica modale
La musica modale è una concezione musicale basata su scale dette scale modali, ed una pratica di sviluppo della musica che si concretizza nei modi, secondo criteri caratteristici propri dell'approccio modale, differenti da quelli della musica tonale, che è basata sulle regole della tonalità e della armonia tonale.

## Fondamenti
La concezione fondamentale della musica modale è quella di una nota di base, chiamata tonica o centro tonale (termine usato per distinguerlo dalla tonica dell'armonia tonale) che fa da punto di riferimento per tutte le altre, e che non cambia all'interno di un'esecuzione musicale. Le altre note assumono significato in rapporto al centro tonale, in base all'intervallo che formano rispetto ad esso. L'insieme di tutte le note forma una scala (scala modale), che nella maggior parte delle culture del mondo contiene 5, 6 o 7 note (tonica compresa). Questa scala non è necessariamente intesa in senso lineare, ma spesso come struttura di rapporti tra le note che la compongono. A fianco del centro tonale, anche altre note della scala possono rivestire ruoli e funzioni particolari nello sviluppo di un brano modale. Le funzioni principali individuate dallo studio musicologico sono riassunte in:
- nota preponderante per frequenza di apparizione o durata
- nota iniziale del brano
- nota finale di una sezione del brano
- nota finale del brano
- nota ornamentale o di passaggio
- nota più acuta del brano
- nota più grave del brano
- nota di particolare rilevanza nella struttura delle frasi del brano

Nella musica modale, lo sviluppo musicale avviene unicamente attraverso la melodia, ed anche nel caso che ci siano più linee melodiche concomitanti, con la possibilità che si formino degli accordi, essi non sono mai considerati causa determinante per lo sviluppo delle melodie, ma piuttosto un effetto di esso. Elemento principale dello sviluppo di un brano modale sono le formule melodiche che lo caratterizzano, in coerenza con i rapporti tra le note prima descritti, e che vanno da aggregati di poche note a brevi "temi" prefissati che contribuiscono a formare composizioni compiute. Trattandosi per la quasi totalità di tradizioni musicali a trasmissione orale, l'improvvisazione ha spesso un ruolo preponderante. I rapporti tra le note e le modalità dello sviluppo melodico individuano il modo specifico, e da una data scala modale di partenza possono essere elaborati più modi differenti.
La forma modale si trova praticamente in ogni parte del mondo anche se con sfumature diverse, come ad esempio la limitazione ad una sola voce (monodia) o la possibilità di più voci concomitanti (eterofonia e polifonia), e la più o meno forte consapevolezza e stabilità del centro tonale nel musicista e nell'ascoltatore. Ad esempio in India, dove è stato sviluppato un sistema di musica modale tra i più complessi del mondo, la consapevolezza della tonica è estremamente sviluppata ed essa è costantemente presente, sia mentalmente sia uditivamente. Al contrario nel canto gregoriano, la tonica era meno definita e stabile.
Nei sistemi di musica modale, dove la melodia prevale, e dovunque non sia arrivata l'influenza del temperamento equabile, la corretta intonazione delle note musicali è un elemento di primaria importanza. L'intervallo che una nota forma rispetto alla tonica e le sue sfumature di intonazione (talvolta chiamate microtoni) sono elementi determinanti per il significato musicale e l'espressione di emozioni e sentimenti. L'intonazione è giudicata sempre dalla percezione del musicista, anche nei sistemi più ricchi che hanno stabilito suddivisioni teoriche estremamente raffinate degli intervalli musicali, come quello indiano o quello arabo.

## Dalla modalità alla tonalità
Anche in tutta Europa la musica era modale, ben oltre il periodo del canto gregoriano. Quando il suo sviluppo, con l'introduzione di voci prima parallele a intervallo di quarta o di quinta (organum) e poi a movimento parzialmente indipendente, rese complessa la dimensione verticale della musica, con presenza simultanea di più note, si arrivò a prestare attenzione all'intreccio delle voci ed all'effetto che ne risultava, cioè gli accordi (fine del XV sec.).
Con il pieno sviluppo e la successiva saturazione della polifonia e del contrappunto, si arrivò ad una situazione in cui gli accordi che si formavano non vennero più considerati un effetto della condotta delle varie parti, ma un elemento con una realtà indipendente (esempio: riduzione di musiche polifoniche a linee melodiche singole con accompagnamento accordale, XVI sec.). Ad ogni grado della scala venne associato un accordo dotato di proprie caratteristiche, ed il numero dei modi che venivano usati, dagli otto del canto gregoriano, scese gradualmente a due, quelli che oggi conosciamo come maggiore e minore. Questo avvenne alla fine di un processo in cui, a causa dei meccanismi compositivi che stavano portando alla tonalità, i vari modi vennero livellati nei due che rimasero (cosa avvenuta già nel XVII sec.).
Tra il XVII e il XVIII secolo maturò così l'armonia tonale, in cui la musica gravitava intorno al centro tonale principale (la tonica), e si sviluppava attraverso una successione di accordi associati ai vari gradi della scala, che di volta in volta assumevano temporanea preminenza durante lo sviluppo del brano musicale. In particolari condizioni qualcuno di essi poteva imporsi come nuova tonica, passando così dalla tonalità di partenza ad un'altra tonalità. È il principio della modulazione, che ampliò grandemente le possibilità musicali e la complessità del nuovo sistema tonale.
Tutti i gradi della scala ed i semitoni intermedi diventarono potenziali centri verso cui modulare, ma questo rese più evidente ed importante un grosso problema noto già da prima: formare degli accordi richiede che determinate note della scala, suonate simultaneamente, formino un buon impasto sonoro. E modulare da una tonalità all'altra richiede che questo impasto rimanga buono in tutte le tonalità che si usano. Divenne prioritario il problema dell'intonazione delle note della scala. Se per la singola tonalità il problema era stato parzialmente risolto (utilizzando la scala naturale o zarliniana o ad intonazione giusta, e vari tipi di temperamento mesotonico), passare da una tonalità ad un'altra molto distante era per certi strumenti (in particolare quelli a tastiera come l'organo, il clavicembalo ed in seguito il pianoforte) un problema ingestibile, a meno di introdurre complicazioni costruttive inaudite.
La crescente importanza del pianoforte e della pratica della modulazione imposero delle soluzioni di compromesso: dapprima l'accordatura ben temperata, che permetteva di usare tutte le tonalità ma conferiva a ciascuna una "sonorità" diversa, e poi l'introduzione di piccoli adattamenti nell'intonazione di tutte le note calcolati in modo da ottenere che l'ottava venisse suddivisa in dodici semitoni perfettamente uguali (almeno in linea teorica): in questo modo i gravi difetti di intonazione di certe tonalità venivano ridotti e distribuiti equamente tra tutte le altre, ottenendo 24 tonalità equidistanti (una maggiore ed una minore per ognuno dei 12 semitoni dell'ottava), dalla stessa sonorità e composte di note tutte perfettamente sovrapponibili anche se non perfettamente intonate. Quest'ultimo difetto si rivelò accettabile di fronte al grande vantaggio che se ne trasse. Alla fine di un processo che aveva abbracciato il periodo tra il XVII e il XIX secolo, si era affermato il temperamento equabile, che oggi sta a fondamento della musica occidentale. Ed era anche un passo in più di allontanamento dalla concezione modale, in cui un aspetto fondamentale è la corretta intonazione delle note.

## Pilastri della scala musicale
All'interno di una grande varietà di scale anche molto diverse tra loro, ci sono elementi ricorrenti in quasi tutte, ed il più importante è la presenza di un intervallo privilegiato strettamente connesso alla tonica: l'ottava (così chiamata perché all'interno della scala diatonica di sette suoni occupa l'ottavo posto). La nota che sta ad intervallo di ottava rispetto alla tonica ha frequenza sonora doppia rispetto alla tonica stessa (rapporto 2:1), è considerata la sua ripetizione a maggior altezza e generalmente ha lo stesso nome. Questo intervallo non può comunque essere considerato del tutto universale: ad esempio gli strumenti usati a Giava e Bali vengono accordati con "ottave" più ampie rispetto al rapporto 2:1. Inoltre, determinate culture non conoscono questo intervallo, nel senso che lo sviluppo delle melodie rimane sempre in un ambito inferiore all'ottava.
La basilarità dell'intervallo di ottava è in accordo con studi scientifici che mostrano come l'apparato uditivo e nervoso umano siano predisposti a formare la percezione in tale modo, cioè strutturandola su cicli ripetuti di raddoppi di frequenza: note a frequenze successivamente doppie sono percepite come la stessa nota. Ciò è in relazione anche con la struttura fisica del suono (suoni armonici), che prevede che i primi due armonici (cioè fondamentale e secondo armonico) siano appunto in rapporto di frequenza 1:2. L'apparato percettivo umano ha un alto grado di omogeneità rispetto alla struttura armonica del suono, infatti insiemi di frequenze ben strutturati armonicamente (in primis la voce umana) vengono percepiti come suoni piacevoli, se la struttura è meno coerente (inarmonicità) la percezione ricostruisce comunque un suono di una certa frequenza "virtuale" meno definito, e se ciò non è possibile a causa di una elevata o totale inarmonicità, percepiamo un suono disarticolato o un rumore.
L'intervallo che sta al secondo posto come universalità è quello che nella scala diatonica occupa il quinto posto, cioè l'intervallo di quinta, ed ha anch'esso un'importante corrispondenza nella struttura del suono: è espresso dal rapporto tra le frequenze del terzo armonico e del secondo, 3:2. Assieme all'ottava è l'intervallo che in importanti sistemi musicali concorre a determinare la struttura delle scale, anche se in modi diversi. Ad esempio, nel sistema pitagorico (greco) è usato per costruire le note come frutto di una successione di intervalli di quinta (ciclo delle quinte), anche il sistema arabo è costruito in tale modo, come pure quello cinese. Nel sistema indiano è il pilastro intermedio tra la tonica e l'ottava, e definisce la struttura di base della scala, polarizzata così tra due parti (dette tetracordi) completate con le altre note.
Gli altri intervalli hanno un minore grado di omogeneità nelle varie culture musicali, in quanto alcuni possono essere assenti, mentre altri possono avere sfumature di intonazione diverse o possono non essere paragonabili a quelli usati altrove, in relazione al modo in cui viene costruita la scala ed agli strumenti musicali usati. Ad esempio l'uso di trombe e corni implica note di base corrispondenti agli armonici dello strumento. Se invece usiamo strumenti che producono suoni con un certo grado di inarmonicità (ad esempio i metallofoni come le sanze o kalimbe, o l'orchestra gamelan giavanese), possiamo avere note intonate su intervalli che presentano discrepanze con sistemi diversi. In particolare, nel caso delle orchestre gamelan di Giava e Bali, ensemble diversi che usano la "stessa" scala possono vedere differenze nell'intonazione dei singoli intervalli anche maggiori di 50 cents.
In ogni caso, sia che vengano usate scale pentatoniche (5 note), esatoniche (6 note), eptatoniche (7 note) o di altro tipo, gli intervalli che le note formano rispetto alla tonica sono basati sulla percezione, cioè si usano intervalli che il musicista giudica come intonati e significativi nell'ambito complessivo della scala e del contesto musicale.

## Scale modali: l'esempio indiano
Le scale indiane sono facilmente comprensibili nel contesto occidentale in quanto in questo periodo storico la scala che nell'India del Nord viene considerata "naturale" (cioè con tutte le note non alterate, i cui nomi sono SA, RE, GA, MA, PA, DHA e NI) è virtualmente identica alla nostra scala diatonica maggiore naturale e non temperata (DO, RE, MI, FA, SOL, LA e SI). Inoltre, tutti gli intervalli usati nella musica indiana hanno un corrispettivo in quelli della musica occidentale (a parte la corretta intonazione). Per rendere più leggibile quanto segue, useremo i nomi italiani delle note e delle alterazioni, e la tonica verrà sempre indicata con DO, indipendentemente dall'altezza assoluta del suono che le corrisponde (che è irrilevante nel contesto della musica modale). S'intende che l'intervallo di ciascuna nota rispetto alla tonica è solo indicativo, in quanto una stessa nota (ad es. un RE bemolle) avrà sfumature d'intonazione diverse se appartenente a scale di base diverse o se usata nell'esecuzione di raga diversi.
In Occidente è noto il procedimento di generazione delle scale modali attraverso la trasposizione della tonica in una data scala di partenza, ad esempio la scala diatonica maggiore. Così, se partendo dalla scala DO-RE-MI-FA-SOL-LA-SI-DO noi trasponiamo la tonica (DO) su note successivamente diverse della scala (ad es. FA, DO, SOL, RE, LA, MI, SI) ed osserviamo la struttura di intervalli che si viene a creare rispetto ad ogni nuova tonica, otterremo un totale di sette scale modali, ognuna con una struttura diversa ed un suo "carattere". Queste scale sono attualmente note in Occidente con i nomi di Lidia (FA), Ionica (DO), Misolidia (SOL), Dorica (RE), Eolia (LA), Frigia (MI) e Locria (SI). Questo procedimento era usato nell'antichità anche in India (veniva chiamato murchana), ma è oggi in disuso.
Attualmente, in India la struttura della scala è imperniata su tonica e quinta, che suddividono l'ottava in due parti di quattro note dette tetracordi, cioè DO-RE-MI-FA e SOL-LA-SI-DO. La quinta (SOL) è una nota-pilastro inalterabile (come la tonica DO), mentre le altre (RE, MI, FA, LA e SI) possono apparire in forma naturale o alterata:
| Nota       | Intervallo       | Nota indiana equivalente |
| ---------- | ---------------- | ------------------------ |
| DO         | tonica           | SA                       |
| RE bemolle | seconda minore   | komal RE                 |
| RE         | seconda maggiore | RE                       |
| MI bemolle | terza minore     | komal GA                 |
| MI         | terza maggiore   | GA                       |
| FA         | quarta giusta    | MA                       |
| FA diesis  | quarta aumentata | tivra MA                 |
| SOL        | quinta perfetta  | PA                       |
| LA bemolle | sesta minore     | komal DHA                |
| LA         | sesta maggiore   | DHA                      |
| SI bemolle | settima minore   | komal NI                 |
| SI         | settima maggiore | NI                       |
| DO         | ottava           | SA                       |

Abbiamo così 12 note dal nome diverso all'interno dell'ottava (ma il numero di note effettivamente usate nella pratica musicale, tenendo conto delle possibili sfumature d'intonazione di ognuna delle 12 note citate - tranne tonica e quinta - ammonta a 22).
Per ogni tetracordo possiamo prendere le varie combinazioni di note alterate o non-alterate, ottenendo così 32 diverse scale modali, ciascuna delle quali è una base su cui costruire un gran numero di raga diversi. Nell'India del Nord si considerano 10 di queste scale, che possiedono particolari caratteristiche strutturali, come le più importanti e l'ossatura di base per la classificazione delle altre scale e dei raga. Esse vengono chiamate thaat e sono:
```
DO   RE   MI   FA#  SOL   LA   SI   DO    Kalyan thaat   (equiv. Lidia)
DO   RE   MI   FA   SOL   LA   SI   DO    Bilaval thaat  (equiv. Ionica)
DO   RE   MI   FA   SOL   LA   SIb  DO    Khamaj thaat   (equiv. Misolidia)
DO   RE   MIb  FA   SOL   LA   SIb  DO    Kafi thaat     (equiv. Dorica)
DO   RE   MIb  FA   SOL   LAb  SIb  DO    Asavari thaat  (equiv. Eolia)
DO   REb  MIb  FA   SOL   LAb  SIb  DO    Bhairavi thaat (equiv. Frigia)
DO   REb  MI   FA   SOL   LAb  SI   DO    Bhairav thaat  (equiv. Scala araba maggiore)
DO   REb  MIb  FA#  SOL   LAb  SI   DO    Todi thaat
DO   REb  MI   FA#  SOL   LAb  SI   DO    Purvi thaat
DO   REb  MI   FA#  SOL   LA   SI   DO    Marva thaat
```

Altre scale di uso comune in India sono:
```
DO   RE   MIb  FA   SOL   LAb  SI   DO    raga Kirvani (equiv. 
scala minore
 armonica)
DO   RE   MIb  FA   SOL   LA   SI   DO    raga Patdip  (equiv. scala minore melodica)
DO   RE   MI   FA   SOL   LAb  SI   DO    raga Nat Bhairav
DO   RE   MI   FA   SOL   LAb  SIb  DO    raga Charukeshi
DO   REb  MI   FA   SOL   LA   SIb  DO    raga Ahir Bhairav
DO   RE   MIb  FA#  SOL   LA   SIb  DO    raga Saugandh
DO   RE   MI   FA#  SOL   LA   SIb  DO    raga Vachaspati
```

Scale pentatoniche principali:
```
DO   RE   MI   SOL   LA   DO    raga Bhupali  (deriv. da Kalyan thaat)
DO   RE   FA   SOL   LA   DO    raga Durga    (deriv. da Bilaval thaat)
DO   RE   FA   SOL   SIb  DO    raga Megh     (deriv. da Khamaj thaat)
DO   MIb  FA   SOL   SIb  DO    raga Dhani    (deriv. da Kafi thaat)
DO   MIb  FA   LAb   SIb  DO    raga Malkauns (deriv. da Asavari thaat)
```

Se alcune di queste scale hanno strutture intervallari assimilabili a quelle delle nostre scale maggiore, minore, minore armonica e minore melodica, ciò non significa assolutamente che esse vengano usate nello stesso modo. Gli intervalli sono equivalenti, ma in India le scale vengono usate come base per costruire i raga secondo i princìpi loro propri, mentre in Occidente vengono usate per comporre musica secondo i princìpi dell'armonia tonale.

## Dimensione temporale
La musica modale, in virtù dell'assenza di uno sviluppo lineare basato su successioni di accordi associati ai gradi della scala, si presta a favorire una sospensione del tempo. Le strutture della musica modale sono simili a una struttura architettonica immobile nel tempo, ed il ruolo della melodia (che si svolge nel tempo), è quello di costruire gradualmente questa architettura. Contrariamente a quanto accade nella musica classica occidentale (ad esempio una sinfonia con un inizio, uno sviluppo lineare attraverso un certo numero di movimenti ed una conclusione), nella musica modale prevale il tempo inteso ciclicamente, cosa che permette esecuzioni basate sull'improvvisazione di durata indeterminata. Ad esempio nella musica classica indiana l'esecuzione di un raga può durare da 15 minuti a tre ore (limite di durata delle fasi del giorno, ognuna delle quali caratterizzata da un sentimento diverso e diversi raga da eseguire), all'interno di questa durata l'intero sforzo del musicista è dedicato a costruire il sentimento del raga. Questa impresa è preclusa alla musica basata su successioni di accordi, a causa del continuo variare dei sentimenti ad essi associati, ed a causa dei problemi percettivi e di intonazione imposti dalla concomitanza di più voci nell'accordo. Nella musica dei jalolu Mandé dell'Africa occidentale, detentori del patrimonio storico tramandato oralmente del loro popolo, "l'esecuzione [musicale da parte] di uno jali collegava il tempo e lo spazio, portando il passato storico e mitico nelle vite di quanti erano vivi" accompagnando il canto e la narrazione con frasi melodico-ritmiche ripetute e cicliche (konkon e kumbengo) che sospendono lo scorrere lineare del tempo.

## Diversi sistemi modali
L'etnomusicologia è stata una delle discipline che hanno rivelato all'Occidente che l'armonia tonale non era il culmine dell'evoluzione musicale umana, come sosteneva la mentalità eurocentrica e colonialista, ma piuttosto un'isola tonale in un oceano modale estremamente variegato, seppur riconducibile ad alcuni principi di base comuni. In ogni parte del mondo esistono o sono esistiti sistemi di musica modale. Essi si presentano in forma arcaica presso società che non sono venute in contatto con influenze esterne (ad esempio popolazioni dell'Amazzonia o di altre parti del mondo in cui l'isolamento ha permesso la preservazione), in forme pure anche di estrema complessità dove sia avvenuto uno sviluppo durante i secoli (anche con assimilazione di influssi provenienti da sistemi esterni, ad es. l'India e l'influenza musulmana), e in forme ibride modali-tonali quando c'è stata un'influenza occidentale: ad esempio la musica persiana che attraverso varie vicissitudini politiche e culturali ha recuperato un'eredità musicale in declino, formando un sistema ibrido modale-tonale che ha dato nuova vita agli elementi modali compatibili con l'armonia tonale, mantenendo una propria specifica identità (musica radif).

### Tradizioni africane
L'Africa è un serbatoio di tradizioni musicali modali che si sono mantenute parallelamente all'influenza occidentale. Un importante esempio è la tradizione dei jalolu (o griot) dell'etnia Mandé del Mali, figure di grande importanza nel loro contesto culturale in quanto custodi della storia e della genealogia tramandate oralmente, e della musica richiesta in tutte le occasioni importanti della vita sociale. Mezzo di espressione sono il canto (specialmente per le donne) e la kora, arpa a 21 corde usata per accompagnare il canto stesso con figure melodico-ritmiche cicliche e per eseguire improvvisazioni solistiche. Altri strumenti usati sono il balo o balafon (tipo di xilofono) e "liuti" come il konting e lo ngoni. La trasmissione del patrimonio musicale avviene tra maestro e allievo a partire dall'adolescenza e si protrae fino a che l'allievo raggiunge la piena maturità artistica. Punto finale dell'apprendistato è la trasmissione dell'accordatura dello strumento, che sancisce il raggiungimento della maturità e la possibilità di iniziare una propria carriera indipendente. Le scale usate sono eptatoniche (7 note), non sono temperate  e non rispondono ad un modello teorico prefissato, ma vengono tramandate nella pratica.
Un esempio molto rilevante di sistema musicale che ha mantenuto le forme originarie è la polifonia dei Pigmei, nome usato (in passato anche spregiativamente), per indicare una serie di etnie diverse (BaAka, BaMbuti, BaBenzele, BaBinga, ecc.), ma con tratti comuni, che vivono nella vasta foresta equatoriale dell'Africa centrale. La musica del "popolo della foresta" è caratterizzata da temi musicali modali, anche molto semplici, che vengono usati come struttura di base per lo sviluppo di improvvisazioni polifoniche di grande complessità. Spesso nell'ascolto di tali improvvisazioni è difficile individuare il tema principale nell'intreccio delle voci che si stratificano ciclicamente con variazioni e controcanti ad andamento eterofonico, polifonico e contrappuntistico. Viene sempre mantenuta una grande libertà individuale nello sviluppo delle varie linee melodiche, fatto che rispecchia la struttura sociale di queste popolazioni.

### Africa contemporanea
Nonostante esempi di omologazione culturale, vediamo spesso convivere musicisti tradizionali che suonano strumenti tradizionali accanto a musicisti moderni che suonano musica influenzata dal contatto occidentale, con strumenti occidentali, riuscendo comunque a far emergere gli elementi fondamentali della loro tradizione musicale. Un esempio è la rumba congolese: partita dall'influenza della rumba caraibica e suonata su strumenti tipicamente occidentali come il basso elettrico, la chitarra e la batteria, ha presto recuperato gli elementi forti della tradizione (polifonia, poliritmia, circolarità, vocalità a chiamata e risposta) diventando un genere musicale tradizionale (tradi-modern). Anche la presenza di strutture armoniche occidentali (fondate principalmente sui gradi I, IV e V della tonalità) non ha impedito il ritorno a forme tradizionali: nelle sezioni chiamate sebene delle canzoni di rumba congolese suonate dai maestri di questo genere musicale, che dal vivo duravano anche 20 minuti, si riconoscono il suono e la tecnica degli strumenti tradizionali (come l'arpa, la sanza o kalimba e lo xilofono) con i tipici ostinati simultanei e sovrapposti che caratterizzano la polifonia africana, che i musicisti ottengono da chitarre elettriche suonate con fraseggi melodico-ritmici circolari, ripetuti e sovrapposti (nelle formazioni più estese, basso più quattro parti di chitarra: accompagnement, mi-composè, mi-solo, solo), in un contesto compatibile con strutture armoniche cicliche del tipo I-V, I-IV-V-IV, I-IV-I-V, V-IV (talvolta VI-V), e sempre in bilico tra sentire modale e tonale.
In Kenya, il genere musicale benga dell'etnia Luo, di derivazione tradizionale e influenzato dalla musica congolese, ha visto un'evoluzione per quanto riguarda gli strumenti musicali, mantenendo spesso un carattere modale puro (assenza di successioni armoniche), con linee melodiche circolari ripetute che si sovrappongono in un gioco polifonico e poliritmico (anche qui tipicamente numerose chitarre e basso, vedi ad esempio il gruppo storico Daniel Owino Misiani & Shirati Jazz). Alcuni gruppi hanno unito strumenti occidentali agli strumenti tradizionali (ad esempio il basso elettrico assieme a due fiddle tradizionali a una corda orutu, flauto, corno e percussioni, gruppo Kenge Kenge), mantenendo una forte caratterizzazione tradizionale nella loro musica.

### Africa in America
La musica africana ha raggiunto l'Occidente della modernità quando i primi schiavi neri sono stati portati in America. Nell'America del Nord gli schiavi, di etnie diverse e mescolati tra di loro perché non potessero comunicare verbalmente, trovarono nella musica l'elemento di coesione e comunicazione extralinguistico, dal momento che tutte le tradizioni musicali dell'Africa sub-sahariana hanno elementi comuni che permettono la comprensione reciproca (modalità, polifonia, poliritmia, circolarità e chiamata-risposta). Il blues dei neri americani, a partire dai canti portati dall'Africa e attraverso i canti di lavoro e manifestazioni di socialità talvolta tenute lontano dall'occhio dei padroni, è riuscito a mantenere gli elementi basilari africani anche usando, da un certo momento in poi, quasi esclusivamente strumenti occidentali (chitarra, armonica a bocca, pianoforte). Sono nate forme ibridate con l'armonia tonale (ragtime, jazz), ma in ambito chitarristico troviamo chiari esempi di modalità, spesso con l'uso di accordature aperte, ma anche con quella standard. Si possono confrontare due esecuzioni di John Henry (una delle canzoni più importanti del folklore nero americano, ispirata appunto alla figura del leggendario operaio John Henry), registrate intorno agli anni '60 del '900, una di Pink Anderson (reg. 1950, accordatura aperta, bordone di tonica e linea vocale doppiata sulla chitarra con la tecnica slide) e l'altra di Mississippi John Hurt (accordatura standard, tecnica fingerstyle, in cui la linea vocale è accompagnata da un intreccio poliritmico di chitarra senza alcun effetto tonale): in entrambe è presente l'accordo di tonica durante tutta l'esecuzione che accompagna il canto, su forme modali e ripetute dall'effetto ipnotico che ricordano da vicino, ad esempio, i canti accompagnati dalla kora dei jalolu Mandé, depositari della storia tramandata oralmente nelle popolazioni dell'antico impero del Mali in Africa occidentale. Notevoli esempi simili sono i brani Mississippi Heavy Water Blues eseguito da Barbecue Bob (reg. 1927), Preachin' Blues, Dry spell blues, Special Rider Blues e Pony Blues eseguiti da Son House (reg. originali 1930 e 1942), e Blow Gabriel eseguito da Reverend Gary Davis (reg. 1956).

### Musica classica dell'India del Nord
La musica classica indiana si fonda su tre concetti di base: raga, rasa e tala. Il raga è una struttura melodica (un modo) eseguita da una singola voce, fondata su una delle numerose scale di base di cui può usare 5, 6 o tutte e 7 le note (swara), che si sviluppa seguendo una serie di frasi tipiche, di movimenti melodici permessi ed altri da evitare, avendo talvolta una frase archetipa (pakad), e che istituisce una distinzione di importanza e di ruolo tra le varie note della scala: dopo la tonica abbiamo due note cardine, una per ogni tetracordo della scala, dette vadi e samvadi (a distanza di quinta o di quarta), ed altre note che richiedono particolare attenzione nel loro uso. Vadi e samvadi possono essere note qualsiasi della scala, nel caso si tratti di tonica e quinta abbiamo un parallelo con il dualismo tonica-dominante della musica occidentale. Tutte queste caratteristiche concorrono a definire la forma del raga (rūpa), e per ogni scala di base possiamo avere numerosi raga diversi a seconda di come si differenziano nelle caratteristiche elencate. Al raga ed alla sua forma corrisponde il suo sentimento caratteristico, cioè il rasa. Esistono nove rasa fondamentali, ed ogni raga può presentarne diverse combinazioni e sfumature. L'obiettivo del musicista è di suscitare nell'ascoltatore (ed in se stesso) il rasa relativo al raga eseguito, nella forma più pura possibile, attraverso il corretto svolgimento dell'improvvisazione melodica e con la corretta intonazione delle note. Note apparentemente uguali vengono eseguite con sfumature di intonazione (shruti) diverse in contesti diversi, che le rendono emotivamente molto differenti ad un orecchio attento ed educato a considerare fondamentale tale aspetto.
Un'esecuzione di musica classica indiana inizia con lo stabilire la tonica: strumenti appositi la suonano costantemente, assieme alla quinta o ad altre note importanti del raga, in modo da creare la necessaria base per lo sviluppo successivo del raga. Ha poi inizio un'improvvisazione libera da schemi ritmici (alap) che ha lo scopo di rivelare il raga ed il suo sentimento nel modo più approfondito possibile, eseguendo le note con le precise sfumature di intonazione necessarie e facendo largo uso degli ornamenti, dei glissati e dei portamenti che caratterizzano la musica indiana. Una volta che la forma del raga ed il rasa sono stabiliti, entra in gioco il tala, cioè il ritmo, che si presenta sotto forma di strutture circolari di un certo numero di battiti (matra) uniti a gruppi e suscettibili di ulteriori suddivisioni. Ogni diverso tala ha una sua forma precisa (theka) che lo caratterizza (possono esistere più tala diversi con lo stesso numero di battiti), ricordata dai musicisti in forma verbale, come frasi ritmiche che individuano il singolo tala. La circolarità è un elemento fondamentale del ritmo (e di tutta la cultura indiana), ed ha un parallelo nel ciclo giornaliero di otto fasi di tre ore (prahar), ognuna con un sentimento dominante caratteristico, e nel ciclo delle cinque stagioni indiane. Ogni momento richiede l'esecuzione di raga con un rasa adatto all'ora del giorno ed alla stagione. La forma del tala è un punto di partenza per improvvisazioni di grande complessità, sia da parte del cantante o strumentista, sia da parte del percussionista, che intrecciano dialoghi ritmici che si sviluppano lungo numerosi cicli e serie di cicli. L'esecuzione termina quando i musicisti sentono che la struttura è stata espressa in modo completo.

### Musica Qawwali del Pakistan
La tradizione Qawwali dei Sufi musulmani del Pakistan è un esempio di musica modale che in certi casi ha subìto influssi tonali. I temi dei canti devozionali e religiosi Qawwali sono modali, e basati sui raga della tradizione classica indiana, cioè ogni "canzone" rispetta i vincoli del raga da cui deriva. Con l'introduzione del piccolo armonium portato dai missionari cristiani, che oggi è estensivamente usato per accompagnare il canto in India e Pakistan, in certe esecuzioni Qawwali si possono ascoltare delle successioni di accordi (quelli compatibili con il raga usato). Normalmente l'armonium esegue linee melodiche che doppiano il canto, ma si possono ascoltare anche pezzi "armonizzati" tonalmente (qualora il raga lo permetta), al punto di avere esecuzioni che ricordano da vicino delle canzoni occidentali, accompagnate anche dalla chitarra (non quella indiana, ma quella occidentale).

## Strumenti musicali modali
Essendo la musica modale fondata su un centro tonale costante, possiamo suddividere gli strumenti musicali in base al fatto di possedere intrinsecamente una nota privilegiata, che assurge al ruolo di tonica nell'esecuzione musicale, o meno. In tutto il mondo troviamo strumenti che possiedono una tale nota.
- Nella forma più rudimentale di strumento a corda (sia pizzicata che ad arco), cioè "liuti" e fiddle ad una sola corda, la tonica che si impone in maniera naturale e spontanea è la nota corrispondente alla corda suonata a vuoto. Questo è un fatto inevitabile, e l'uso di strumenti così costruiti è un elemento di mantenimento delle caratteristiche modali della musica che vi viene suonata. Anche aggiungendo una o due corde, con accordature del tipo tonica-quinta o tonica-quinta-ottava, la netta sensazione della tonica viene mantenuta. L'aggiunta di eventuali corde di risonanza accordate sulla particolare scala di volta in volta usata, accresce ulteriormente la stabilità modale di quest'ultima. Molto spesso gli strumenti a corde pizzicate possiedono una o più corde di bordone, accordate sulla tonica all'ottava alta, suonate ripetutamente e ritmicamente per mantenere la sensazione della tonica. Esempi importanti di tali strumenti sono il sarangi (strumento ad arco)[79], la vina, il sitar ed il sarod dell'India[80], ed i numerosi "liuti" e fiddle africani, mediorientali ed asiatici. Tutti questi strumenti sono privi di limitazioni per quanto riguarda la libertà nell'intonazione delle note, e permettono di eseguire note esattamente intonate, glissati, portamenti e variazioni microtonali dell'intonazione.
- Le arpe (diffusissime in Africa in varie forme) possiedono una maggiore simmetria, in quanto ognuna delle corde può essere scelta come tonica (la tonica può cioè essere trasposta da una corda all'altra, risultando ogni volta in una scala diversa, a meno di modificare l'accordatura generale dell'arpa), e permettono quindi una certa ambiguità, anche durante una stessa esecuzione: la perfetta definizione della tonica modale è quindi responsabilità del musicista. La corretta intonazione delle note è definita al momento dell'accordatura.
- La chitarra occidentale è dotata di sei corde accordate in maniera quasi simmetrica per quarte ascendenti (dal grave all'acuto: mi-la-re-sol e poi si-mi), e non possiede una tonica intrinseca, anche se alcune tonalità sono favorite rispetto ad altre (le tonalità più "facili" sulla chitarra sono mi, la, re, sol e do). Se suoniamo tutte insieme le corde a vuoto, non otteniamo alcuna sensazione di un centro tonale preciso. La chitarra quindi non ha una nota privilegiata che si impone immediatamente, ed è adatta a suonare musica tonale ed a modulare da una tonalità all'altra. Inoltre, fatto importante, la costruzione della tastiera, dotata di capitasti metallici che suddividono ugualmente tutte le corde in dodici semitoni temperati identici, la rende un esempio di strumento basato sul temperamento equabile, molto distante da una concezione modale. Ciò non impedisce ai chitarristi di suonare musica modale, specialmente usando accordature aperte, in cui suonando assieme le corde vuote si ottiene un accordo di tonica. Oppure, se l'accordatura è standard, viene scelta una data tonica e viene evitato l'uso di tutte le corde vuote contemporaneamente. La limitazione del temperamento equabile può venire aggirata suonando la chitarra con la tecnica slide, o con il bending delle corde. Generi chitarristici con caratteristiche modali sono il blues ed il flamenco. Un altro esempio di uso modale della chitarra elettrica sono i soli di Frank Zappa, chitarrista e compositore statunitense, che riusciva a creare contesti musicali in cui si succedevano elaborazioni tonali, atonali e modali. L'uso sistematico del bending e della leva per il vibrato gli consentiva di svincolarsi completamente dalle limitazioni di intonazione del temperamento equabile.
- Gli strumenti a fiato occidentali discendono da strumenti originariamente modali come i numerosi tipi di flauti, trombe ed oboi arcaici, realizzati in modo da poter eseguire una determinata scala rispetto ad una tonica ben precisa. Spesso tali strumenti erano (e sono, nelle versioni tuttora esistenti) accoppiati a dei bordoni di tonica, che producono un suono costante che la ribadisce continuamente. L'evoluzione tecnica ha portato ai moderni fiati progettati per eseguire esattamente (per quanto consentito dalle limitazioni imposte dalla fisica acustica) i dodici semitoni uguali del temperamento equabile, ma essi rimangono associati ad una tonica di base, che corrisponde alla tonalità più "facile" e caratteristica dello strumento (tanto che si parla di flauto in do, clarinetto in si bemolle, sax alto in mi bemolle, tromba in si bemolle, ecc.). Trombe e clarinetti vengono usati ampiamente nelle musiche popolari dei Balcani e dell'Est europeo, in cui si oscilla costantemente tra tonalità e modalità, e spesso l'intonazione viene corretta dal musicista attraverso modifiche nella tecnica di imboccatura. Da segnalare l'uso del clarinetto a sistema tedesco nella musica di Grecia (clarinetti in Sib, La e Sol) e Turchia (soprattutto il clarinetto in Sol), nonché in quella di Pakistan (soprattutto nella musica Qawwali) e India. Il clarinetto tedesco è particolarmente adatto alla musica modale (e popolare) per la facilità di comprensione delle diteggiature (nella tecnica esecutiva) e la semplicità costruttiva e di manutenzione, nonché per la facilità di esecuzione del glissando.

## La modalità in Occidente oggi

### Dissoluzione della tonalità
La musica colta dell'Occidente ha abbandonato la modalità con l'avvento dell'armonia tonale, poi ha sviluppato il temperamento equabile, ed in conseguenza di quest'ultimo ha potuto portare alle estreme conseguenze il principio della modulazione. Così si è arrivati dapprima a musiche in cui la tonalità viene sospesa (ad es. Mahler e Wagner), poi con lo spartiacque del sestetto per archi di Arnold Schönberg Verklärte Nacht del 1899, ed il successivo sviluppo della dodecafonia, si è addirittura abbandonata l'idea stessa di tonica e di tonalità, passando ad una musica volutamente priva di punti di riferimento e di strutture che possano individuare un centro. Tutto ciò che resta è una scala cromatica basata sul temperamento equabile: 12 note, di frequenza fissata dallo standard internazionale, a identica distanza di un semitono temperato calcolato matematicamente.

### Modalità
In ogni caso la modalità in Occidente non è mai scomparsa. Essa è sempre rimasta presente in molte musiche popolari, ed è stata anche recuperata in forme ibride nella musica colta. Il caleidoscopio popolare è assai vasto, ma sicuramente musiche con elementi modali sono il flamenco (che usa successioni di accordi in congiunzione a scale modali), le musiche dell'area greca e le musiche balcaniche ed est-europee (che uniscono sezioni con successioni di accordi a momenti solistici modali in cui la tonica resta costante), e gran parte delle musiche derivate dal blues e diffuse in praticamente tutto il mondo occidentalizzato tramite il rhythm and blues, il rock and roll e i derivati, basate su pochissimi accordi e l'uso di scale pentatoniche, sia in parti solistiche, sia di accompagnamento.

### Il blues oggi
Il blues è tuttora una musica fondamentalmente modale. Alle origini è stato modale, ed anche con l'evoluzione che ha introdotto successioni di accordi, dapprima sui gradi I-IV, poi I-IV-V, poi ancora altri come nel blues jazzistico, la struttura di base permette ancora di eseguire melodie solistiche o frasi cicliche di accompagnamento (i cosiddetti riff) basate sulla scala pentatonica blues di tonica, una scala pentatonica minore con aggiunta di note alterate e con inflessioni al di fuori del temperamento equabile, forse l'elemento (di derivazione africana) più noto e caratteristico. La struttura del blues è tale che mutamenti in senso tonale che distorcano troppo la modalità, semplicemente non vengono più riconosciuti come blues, ad esempio nel caso di modulazioni temporanee su tonalità troppo distanti (cfr. la struttura armonica del brano Blues for Alice di Charlie Parker). A tutt'oggi molti ragazzi imparano a suonare la chitarra sulla semplicissima struttura di tre accordi in 12 battute usando una pentatonica blues.

### Il jazz modale
Il jazz modale è una forma di jazz che si è sviluppata a partire dalla fine degli anni '50 del '900 (registrazione discografica spartiacque è Kind of Blue di Miles Davis del 1959) come reazione all'ipertrofia armonico-tonale del be bop, che era arrivato a successioni armoniche densissime di accordi e livelli di difficoltà virtuosistica elevatissimi, e che Davis stesso affermava di non riuscire a suonare per l'inadeguatezza che avevano. Le strutture armoniche vennero così semplificate drasticamente: in uno dei brani simbolo del jazz modale, So What (in Kind of Blue), pezzo nel quale si fa largo uso del dorico. Il brano è tuttora usato per insegnare il jazz modale, la successione di accordi è ridotta semplicemente a due, a distanza di semitono, che riempiono zone temporali molto vaste ma ben definite all'interno del pezzo, al di fuori di qualsiasi logica o regola armonico-tonale. L'improvvisazione solistica è libera di svilupparsi melodicamente usando le scale modali abbinate ai due accordi del brano, con il solo vincolo del cambio di tonica (un semitono) corrispondente al passaggio da un accordo all'altro. Altro brano degno di nota è Flamenco Sketches, dove la libertà dei modalismi viene portata all'estremo, con tutti gli strumenti che seguono 5 scale modali di base, le quali inoltre possono cambiare a discrezione del solista di turno (che ovviamente marca il passaggio); l'improvvisatore in questo modo è totalmente libero da ogni convenzione, poiché decide se, cosa, come, quando e quanto suonare. Anche John Coltrane (che suonò in Kind of Blue) ha sperimentato improvvisazioni modali, basate su scale in cui la tonica resta costante durante tutto il pezzo (a mo' di pedale), ed il contrabbasso esegue un ostinato che la ribadisce (ad esempio il brano intitolato significativamente India).

### Musica indiana in Occidente
La musica indiana è ormai molto conosciuta, ascoltata e praticata anche in Occidente. Nel '900 importanti maestri indiani sono venuti in Europa ed America portando la loro musica: ricordiamo Ali Akbar Khan (sarod), figlio di Baba Allauddin Khan (uno dei più grandi musicisti indiani di tutti i tempi), invitato in America da Yehudi Menuhin nel 1955, che nel 1968 ha fondato in California lo Ali Akbar College of Music; poi la pietra miliare discografica Call of the valley del 1968, in cui Shivkumar Sharma (santur), Hariprasad Chaurasia (flauto bansuri) e Brijbushan Kabra (chitarra indiana) suonano brevi esecuzioni di raga classici; e Ravi Shankar (sitar), che acquistò grande popolarità in Occidente anche grazie alla collaborazione con George Harrison. Oggi musicisti classici indiani vengono costantemente in Europa per tenere concerti e seminari di insegnamento, sono stati aperti Istituti dove è possibile seguire corsi continuativi ed anche i Conservatori di musica classica hanno istituito dei dipartimenti dedicati alla musica indiana. Citiamo il Conservatorio di Rotterdam, che ha pubblicato The raga guide in collaborazione con Nimbus Records, ed il Conservatorio di Vicenza, con insegnanti anche italiani di musica indiana: dalla fine degli anni '60 del '900 in poi, numerosissimi occidentali si sono recati in Oriente, ed in particolare in India, per assimilare la cultura e la musica di quei luoghi; tra essi Gianni Ricchizzi (sitar, vina) ed Amelia Cuni (canto Dhrupad), insegnanti a Vicenza, che in India hanno conseguito i massimi livelli, come riconosciuto dagli Indiani stessi.

## Discografia

### Pigmei
- Centrafrique: Pygmées Babinga-Bagandou-Bofi-Isongo, CD, 538719-2 PY 873, Prophet 08 Philips Kora Sons

### Musica benga
- Daniel Owino Misiani & Shirati Jazz, Piny ose mer, LP, ORB 046, Ace Records - Globestyle Records
- Daniel Owino Misiani & Shirati Band, Benga blast!, LP, CD, Earthworks
- Kenge Kenge, Introducing Kenge Kenge, CD, INTRO107CD, Introducing - World Music Network

### Rumba congolese
- Le quart de siecle de Franco de mi amor & le TP OK Jazz, LP 4 voll.
- Choc Stars, Awa et Ben, LP, ORB 010, Afro Rythmes - Ace Records - Globestyle Records
- Zaïko Langa Langa, Zekete zekete, CD, BMP950044, B.MAS Production
- Bilenge Musica, Rumba is rumba, CD

### Blues
- Pink Anderson, Reverend Gary Davis, Gospel, blues and street songs, CD, 00025218052429, Riverside - Fantasy - Universal
- Son House, Martin Scorsese presents the blues - Son House, CD, COL 512574 2, Columbia - Legacy
- aa. vv., Le blues 1925 - 1952, 3CD, BS 2312, Body & Soul

### Frank Zappa
- Frank Zappa, Guitar, LP doppio, CD doppio
- Frank Zappa, Shut Up 'n Play Yer Guitar, LP 3 voll.

### Musica classica dell'India del Nord
- S. Sharma, B. Kabra, H. Chaurasia, Call of the valley, CD, 7243 8 32867 2 0, Hemisphere

#### Canto Dhrupad
- North India: the Dhrupad of the Dagar family, 2CD, CDT 0171/72, Edizioni musicali III millennio
- Bidur Mallik & sons, The fast side of Dhrupad, CD, SM 1517-2 281517-2, Haus der kulturen der welt
- R. Fahimuddin Dagar, Dhrupad - Raga Marwa, CD, SM 1081-2 281081-2, Wergo Spectrum
- Amelia Cuni, Morning meditation - A Dhrupad recital, CD, NRCD 0136, Navras Records

#### Canto Khayal
- Gangubai Hangal, The voice of tradition - Raga Shuddh Kalyan, Abhogi, Basant, CD, SM 1501-2 281501-2, Haus der kulturen der welt
- Kishori Amonkar, Raga Shuddh Kalyan, Suha, CD, NRCD 0111, Navras
- Bhimsen Joshi, Raga Yaman Kalyan, Gara, CD, SNCD 70299, Chhanda Dhara
- Ajoy Chakrabarty, Twilight melodies - Raga Madhuvanti, Khamaj, CD, SNCD 70695, Chhanda Dhara
- Pandit Jasraj, Worship by music - Raga Ahir Bhairav, Bhatiyar, CD, SNCD 70491, Chhanda Dhara
- Mohammad Sayeed Khan, Raga Malkous, CD, NAZ 9701, Nazca Music
- Ghulam Mustafa Khan, Sur dhwani - Raga Durga, Jaijaivanti, CD, NRCD 0097, Navras

#### Sitar
- Nikhil Banerjee, India's maestro of melody - Live concert vol. 3 - Raga Marwa, CD, SNCD 70600, Chhanda Dhara
- Nikhil Banerjee, India's maestro of melody - Live concert vol. 4 - Thumri, CD, SNCD 70900, Chhanda Dhara
- Vilayat Khan, Sitar maestro - Raga Marwa, CD, NRCD 0101, Navras
- Ravi Shankar, The spirit of India - Raga Jogeshwari, Hamir, CD, 447 532-2, Deutsche Grammophon
- Krishna Bhatt, Kirwani - Essence of a raag, CD, ARNR 0495, Amiata Records
- Nishat Khan, Raga khan - Bageshri, CD, ARNR 1997, Amiata Records

#### Vina
- Zia Mohiuddin Dagar, Todi - Ahir Lalit - Panchamkauns, CD, RAGA-219, Raga Records
- Zia Mohiuddin Dagar, Marwa - Bageshree, CD, RAGA-222, Raga Records
- Bahauddin Dagar, Raga Puriya Kalyan, CD, IAM CD 1077, India Archive Music
- Asad Ali Khan, Raga Miyan Ki Todi, CD, IAM CD 1080, India Archive Music
- Shamsuddin Faridi Desai, Raga Puriya, CD, IAM CD 1078, India Archive Music
- Gianni Ricchizzi, Raga Yaman - Raga Bhupali, CD, NI 5431, Nimbus Records

#### Chitarra indiana
- Debashish Bhattacharya, Hindustani slide guitar - Bhimpalasi, CD, IAM CD 1026, India Archive Music
- Debashish Bhattacharya, Hindustani slide guitar - Saraswati - Kafi - Pahadi, CD, IAM CD 1042, India Archive Music
- Debashish Bhattacharya, Ahir Bhairav - Bhairavi, CD, IAM CD 1007, India Archive Music
- Vishwa Mohan Bhatt, Samadhi - Raga Maru Bihag, CD, 056, Sense World Music
- Vishwa Mohan Bhatt, Indian delta - Puriya Dhanashri - Shyam Kalyan, CD, 005, Sense World Music

### Musica Qawwali del Pakistan
- Nusrat Fateh Ali Khan, Sufi qawwalis, CD, EUCD1737, ARC Music
- Nusrat Fateh Ali Khan & Party, Dust to gold, CD, CDRW86, Real World
- Sabri brothers, Jami, CD, CD-PIR1039, Piranha
- aa. vv., Flight of the soul, CD, SM 1534 2, Wergo
- Nusrat Fateh Ali Khan & Party, Devotional songs, CD, RWMCD2, Real World (con armonizzazioni occidentali)

### Musica Sufi della Turchia
- Music of the whirling Dervishes, CD, 7243 8 59274 2 3, Hemisphere
- Ecstatic dances of the whirling Dervishes of Turkey and Syria, CD, EUCD 1580, ARC Music
- Sufi music from Turkey, CD, EUCD 1741, ARC Music

### Jazz modale
- Miles Davis, Kind of Blue, CD, CK64935, Columbia - Legacy
- John Coltrane, My Favorite Things, LP
- John Coltrane, Impressions, LP
- Herbie Hancock, Maiden Voyage, LP
- Herbie Hancock e Foday Musa Suso, Village Life, LP, CBS 26397, CBS

### Amazzonia
- Harold Schultz, Vilma Chiara (a cura), Musica degli indiani del Brasile, LP + fascicolo, VPA 8452, Albatros (Folkways)

### Musica popolare greca
- Wolf Dietrich (a cura), Musica popolare del Dodecaneso, LP + fascicolo, VPA 8295, Albatros
- Wolf Dietrich (a cura), Musica popolare della Grecia del Nord, LP + fascicolo, VPA 8298, Albatros
- Wolf Dietrich (a cura), Musica popolare di Cipro, LP + fascicolo, VPA 8218, Albatros
- Roberto Leydi, Tullia Magrini, Stelios Lainàkis (a cura), Musica popolare di Creta - vol. 1, LP + fascicolo, VPA 8397, Albatros